# Gibson Tal Farlow
 (février 2024).
Si vous disposez d'ouvrages ou d'articles de référence ou si vous connaissez des sites web de qualité traitant du thème abordé ici, merci de compléter l'article en donnant les références utiles à sa vérifiabilité et en les liant à la section « Notes et références ».

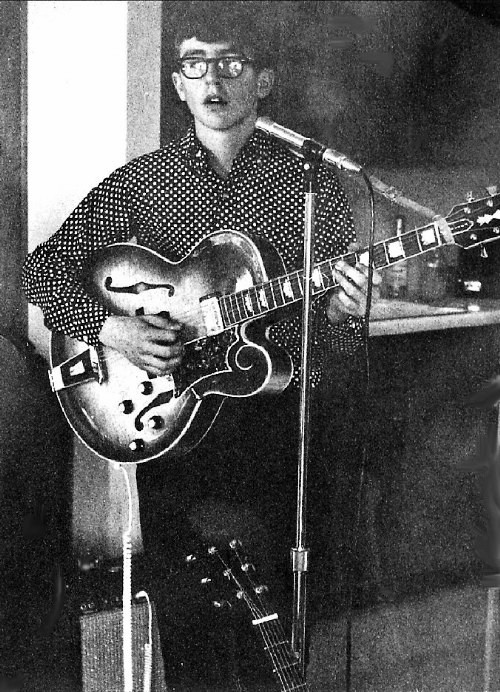
Un guitariste jouant sur une Gibson Tal Farlow en 1965.

La Tal Farlow est une guitare électrique demi-caisse de la marque Gibson qui doit son nom au célèbre guitariste de jazz Talmadge Farlow. C'est une guitare essentiellement faite pour le jazz. Elle possède une identité visuelle unique et sa sonorité est particulièrement chaleureuse et veloutée. Lancée en 1962, cette guitare est maintenant devenue extrêmement rare, et recherchée pour sa sonorité et son apparence unique. Elle a été rééditée dans la série Historic Collection de Gibson entre 1993 et 2018.

## Caractéristiques
La Gibson Tal Farlow est équipée de deux micros humbuckers et de quatre boutons de réglage pour la tonalité et les volumes des deux micros. Son manche est en trois parties, il est le plus souvent en érable ondé avec un binding. La touche, le plus souvent en palissandre, possède vingt frettes. Le corps est lui aussi le plus souvent en érable ondé ; il possède lui aussi un binding et l'accastillage est en nickel.